# Ergué-Gabéric
Ergué-Gabéric település Franciaországban, Finistère megyében. Lakosainak száma 8576 fő (2022. január 1.). Ergué-Gabéric Saint-Évarzec, Briec, Elliant, Landudal, Quimper és Saint-Yvi községekkel határos.

## Népesség
A település népességének változása:
| Lakosok száma | 2821 | 5679 | 6517 | 7500 | 8136 | 8290 | 8208 | 8434 | 8484 | 8576 |
|               | 1968 | 1982 | 1990 | 2006 | 2013 | 2015 | 2017 | 2019 | 2020 | 2022 |